# Cessey
Cessey és un municipi francès situat al departament del Doubs i a la regió de Borgonya - Franc Comtat. L'any 2007 tenia 330 habitants.

## Demografia

### Població
El 2007 la població de fet de Cessey era de 330 persones. Hi havia 123 famílies de les quals 23 eren unipersonals (19 homes vivint sols i 4 dones vivint soles), 38 parelles sense fills, 54 parelles amb fills i 8 famílies monoparentals amb fills.
La població ha evolucionat segons el següent gràfic:
Habitants censats

### Habitatges
El 2007 hi havia 152 habitatges, 128 eren l'habitatge principal de la família, 18 eren segones residències i 6 estaven desocupats. 138 eren cases i 12 eren apartaments. Dels 128 habitatges principals, 111 estaven ocupats pels seus propietaris, 14 estaven llogats i ocupats pels llogaters i 3 estaven cedits a títol gratuït; 1 tenia una cambra, 4 en tenien dues, 18 en tenien tres, 32 en tenien quatre i 74 en tenien cinc o més. 120 habitatges disposaven pel capbaix d'una plaça de pàrquing. A 43 habitatges hi havia un automòbil i a 78 n'hi havia dos o més.

### Piràmide de població
La piràmide de població per edats i sexe el 2009 era:
| Homes | Edats   | Dones |
| ----- | ------- | ----- |
| 0     | 95 o +  | 0     |
| 0     | 90 a 94 | 0     |
| 0     | 85 a 89 | 0     |
| 0     | 80 a 84 | 0     |
| 0     | 75 a 79 | 0     |
| 4     | 70 a 74 | 4     |
| 8     | 65 a 69 | 4     |
| 12    | 60 a 64 | 8     |
| 8     | 55 a 59 | 8     |
| 20    | 50 a 54 | 8     |
| 16    | 45 a 49 | 24    |
| 12    | 40 a 44 | 4     |
| 16    | 35 a 39 | 4     |
| 4     | 30 a 34 | 20    |
| 12    | 25 a 29 | 0     |
| 8     | 20 a 24 | 0     |
| 12    | 15 a 19 | 16    |
| 4     | 10 a 14 | 4     |
| 8     | 5 a 9   | 4     |
| 12    | 0 a 4   | 8     |

## Economia
El 2007 la població en edat de treballar era de 224 persones, 176 eren actives i 48 eren inactives. De les 176 persones actives 165 estaven ocupades (90 homes i 75 dones) i 12 estaven aturades (8 homes i 4 dones). De les 48 persones inactives 25 estaven jubilades, 14 estaven estudiant i 9 estaven classificades com a «altres inactius».

### Ingressos
El 2009 a Cessey hi havia 132 unitats fiscals que integraven 345,5 persones, la mediana anual d'ingressos fiscals per persona era de 19.889 €.

### Activitats econòmiques
Dels 12 establiments que hi havia el 2007, 1 era d'una empresa de fabricació de material elèctric, 1 d'una empresa de fabricació d'elements pel transport, 1 d'una empresa de fabricació d'altres productes industrials, 4 d'empreses de construcció, 2 d'empreses de comerç i reparació d'automòbils, 2 d'empreses d'informació i comunicació i 1 d'una empresa de serveis.
Els 2 serveis als particulars que hi havia el 2009 eren guixaires pintors.
L'any 2000 a Cessey hi havia 5 explotacions agrícoles.

## Poblacions més properes
El següent diagrama mostra les poblacions més properes.